# Staatliche Studienakademie Leipzig
Koordinaten: 51° 18′ 37,4″ N, 12° 18′ 11,5″ O
Die Staatliche Studienakademie Leipzig ist ein Studienstandort der Dualen Hochschule Sachsen des Freistaates Sachsen.
Als im tertiären Bildungsbereich angesiedelte Studieneinrichtung können hier duale Studiengänge mit dem akademischen Bachelor-Abschluss in den Fachbereichen Technik und Wirtschaft nach drei Jahren erworben werden. Heute studieren hier ca. 550 Studierende in 5 Studiengängen. Die Studienvergütung von durchschnittlich 1.000 Euro trägt bei den Studierenden wesentlich zur Finanzierung des Studiums bei. Die Vermittlungsquote zum Abschluss des Studiums liegt bei 95 Prozent. (Stand 31. Dezember 2024)

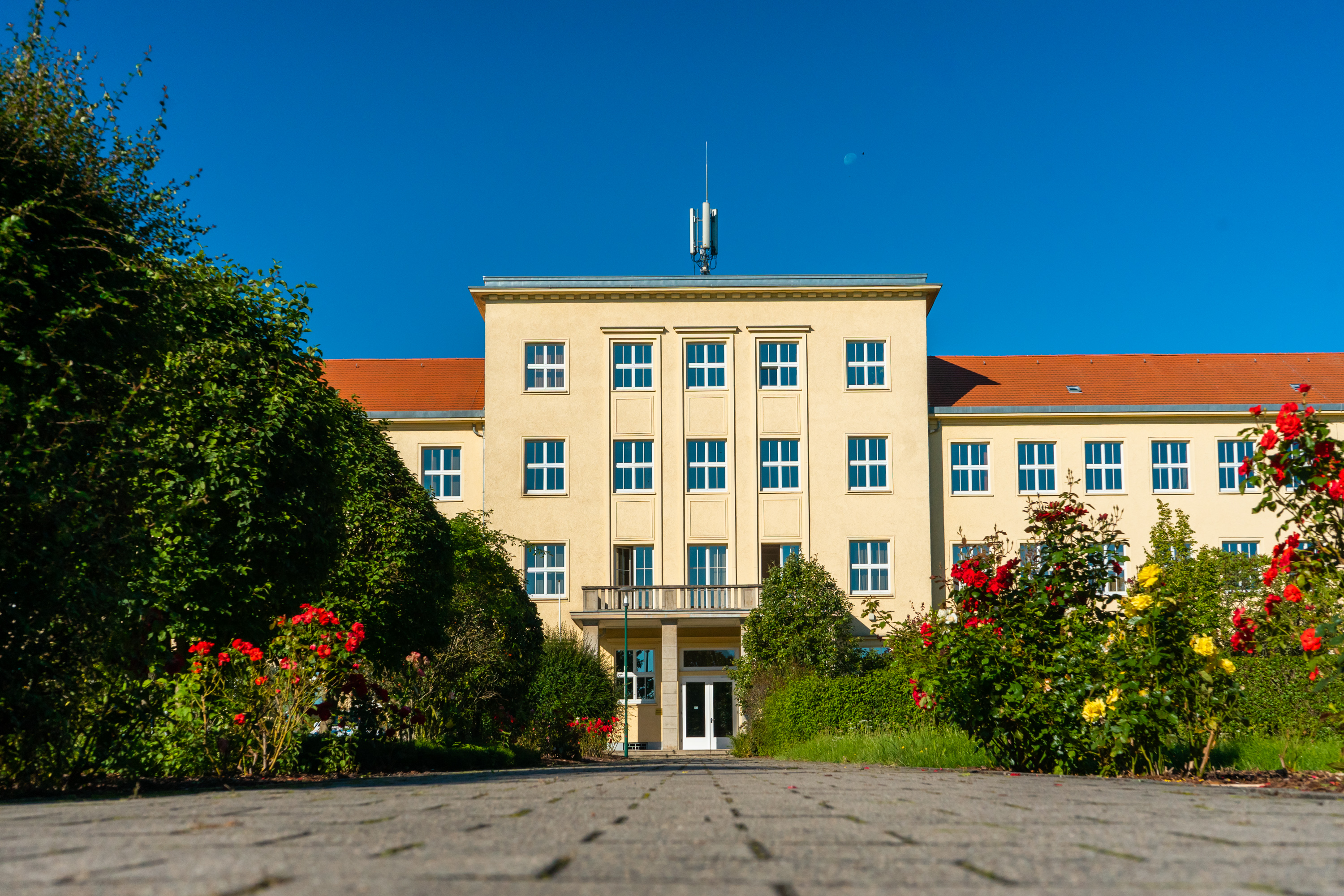
Hauptgebäude der Staatlichen Studienakademie Leipzig

## Geschichte
Die Staatliche Studienakademie Leipzig mit ihren dualen Studiengängen fungiert seit 1993 am Standort Schönauer Straße 113a in Leipzig. Die erste Studienrichtung war 1993 die Immobilienwirtschaft.
Das Gebäude war vorher eine Ingenieurschule mit der Ausrichtung Maschinenbau.
Zum Campus gehört ein Labor- und Mensagebäude (betrieben durch das Studentenwerk Leipzig) sowie eine Bibliothek. Im Außenbereich gibt es Möglichkeiten für Volleyball und Tischtennis. Auf dem Gelände stehen Parkplätze für Studierende, Angestellte und Besucher zur Verfügung.

## Das Studium

### Merkmale
Kennzeichen des dualen praxisintegrierenden Studiums ist der Wechsel zwischen theoretischen und praktischen Studienphasen im Vierteljahresrhythmus. Es fallen keine Studiengebühren an.

### Studiengänge

#### Studienbereich Wirtschaft
Schwerpunkte bilden Vorlesungen, Seminare und Fallstudienübungen zu Betriebswirtschaftslehre, Volkswirtschaftslehre, Rechnungswesen, Recht, EDV und Statistik. Zum Studieninhalt gehören des Weiteren Fremdsprachen, Kommunikations- und Rhetorikkurse sowie Planspiele.
Studienangebot:
- Immobilienwirtschaft
- Controlling/Finance
- Steuerberatung/Wirtschaftsprüfung

#### Studienbereich Technik
Neben Grundkenntnissen in der Mathematik und der Physik werden fachspezifische Inhalte vermittelt.
Studienangebot:
- Informatik
- Nachhaltige Ingenieurwissenschaft für Immobilien und Anlagen

### Zugangsvoraussetzungen
Zugangsvoraussetzung ist ein Ausbildungsvertrag mit einem geeigneten Unternehmen, dabei helfen die Mitarbeiter der Studienakademie bei der Vermittlung von Firmenkontakten. Voraussetzung ist ebenfalls entweder die allgemeine Hochschulreife oder die Fachhochschulreife oder die fachgebundene Hochschulreife, oder ein Abschluss als Meister.
Zusätzlich besteht für Bewerber mit einer mindestens dreijährigen staatlich geregelten Berufsausbildung die Möglichkeit, ohne Abitur ein fachgebundenes Studium nach Zugangsprüfung und/oder Beratungsgespräch aufzunehmen (§ 18 Art. 6a SächsHSG).

### Studienablauf
Grundlage für das Studium an der Akademie ist ein Studienvertrag mit einem anerkannten Praxispartner, wobei in der Regel eine Studienvergütung gezahlt wird. Die Praxispartner übernehmen selber 80 bis 100 Prozent der Absolventen in ein festes Arbeitsverhältnis. In dualen Studiengängen wechseln wissenschaftlich-theoretische Studienabschnitte an der Studienakademie mit praxisintegrierenden Abschnitten im Unternehmen. Studienbeginn ist immer der 1. Oktober des Jahres. Bereits nach sechs Semestern kann das Studium mit einem Bachelor-Abschluss erfolgreich beendet werden. Die hohe Erfolgsquote beim Erreichen des Studienzieles resultiert aus der engen Bindung der Studierenden an die Praxispartner. Die Modularisierung und die Vergabe von Credit-Points machen Leistungen auch international vergleichbar.

### Studienfinanzierung
In Sachsen werden keine Studiengebühren erhoben. Studierende erhalten in der Regel eine Studienvergütung vom jeweiligen Praxispartner. Das Studium an der Berufsakademie ist außerdem ein nach dem BAföG förderungsfähiges Studium.

### Studienbedingungen
Der rekonstruierte Campus bietet neben Seminarräumen und Hörsälen auch Labore für die Studierenden. Ihre IT-Infrastruktur ermöglicht den Zugriff auf vielfältige Anwendungen und Internetressourcen. Neben einer Mensa befindet sich auf dem Campus eine öffentliche, wissenschaftliche Fachbibliothek. Als offizielle DIN-Normenauslegestelle verfügt die Einrichtung über das komplette aktuelle Deutsche Normenwerk.

### Bewerbung
Studieninteressenten bewerben sich beim Praxisunternehmen um einen dualen Studienplatz. Die Bewerber schließen einen dreijährigen Ausbildungsvertrag mit einem zugelassenen Praxispartner ab. Die Zulassung zum Studium erfolgt dann durch die Staatliche Studienakademie Leipzig. Es gibt keinen Numerus clausus, die Auswahl des Bewerbers erfolgt durch das Praxisunternehmen. Studienbeginn ist in der Regel der 1. Oktober eines jeden Jahres.

## Abschlüsse
Die Abschlüsse an der Staatlichen Studienakademie Leipzig:
- Immobilienwirtschaft, Controlling/Finance, Steuerberatung/Wirtschaftsprüfung: Bachelor of Arts
- Informatik: Bachelor of Science
- Service Engineering: Bachelor of Engineering

## Persönlichkeiten (Auswahl)

### Dozenten
- Karl-Heinz Binus (seit 2006)
- Kerry Brauer (seit 1996, seit 2014 Direktorin)
- Andreas Schmalfuß (1999–2014)

### Absolventen
- Alexander Wiesner (2011–2014)